# Wint-Hill-Gruppe

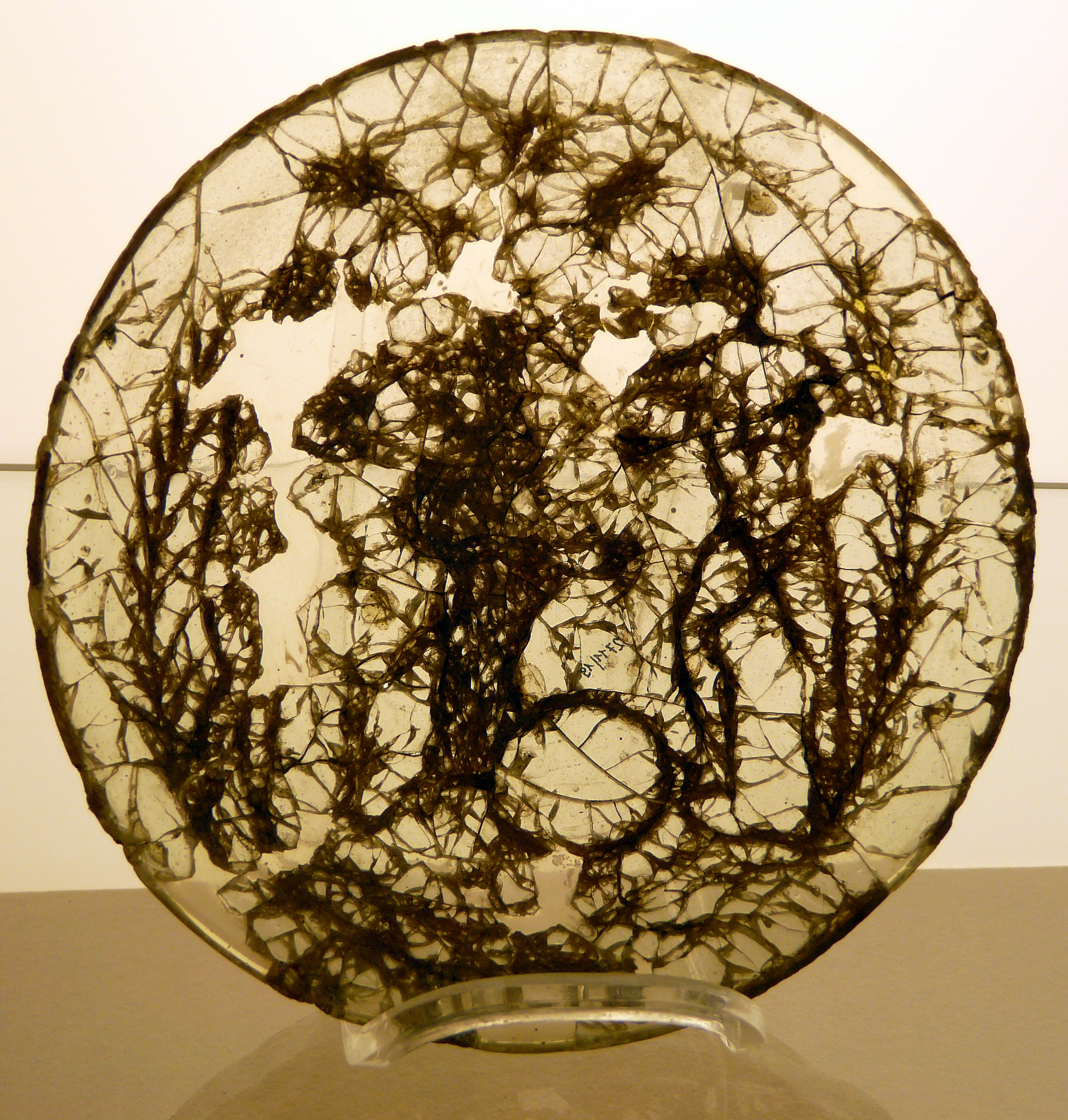
Glasschale aus der Wint-Hill-Gruppe mit von hinten eingeritzter Darstellung von Adam und Eva (4. Jh.). Krefeld-Gellep, Grab 2711

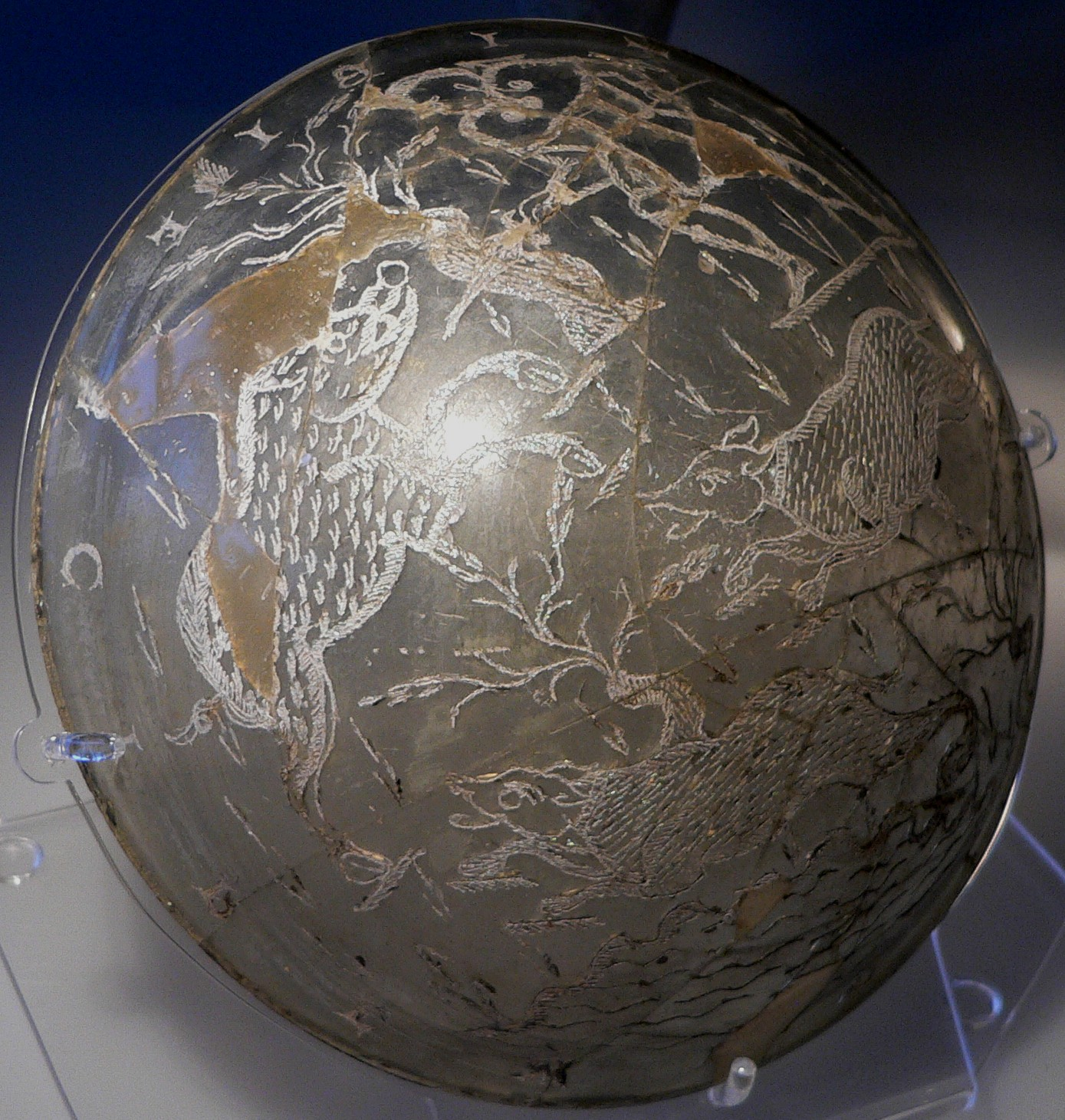
Darstellung einer Eberjagd. Römisch-Germanisches Museum Köln

Die Wint-Hill-Gruppe (englisch Wint Hill Group) ist eine Gruppe spätantiker Glasgefäße mit von außen eingerissener Verzierung.

## Benennung der Gruppe
Die Glasgefäße dieser Gruppe hat der britische Archäologe Donald B. Harden zusammengefasst. Namengebend ist der Fundort von Fragmenten einer Schale mit Darstellung einer Hasenjagd in Wint Hill, Banwell, Somerset. Bereits vorher waren mehrere Exemplare bekannt, von denen die meisten aus dem Rheinland stammen. Nach der Verbreitung scheint eine Herstellung im Rheinland wahrscheinlich.

## Verzierungen

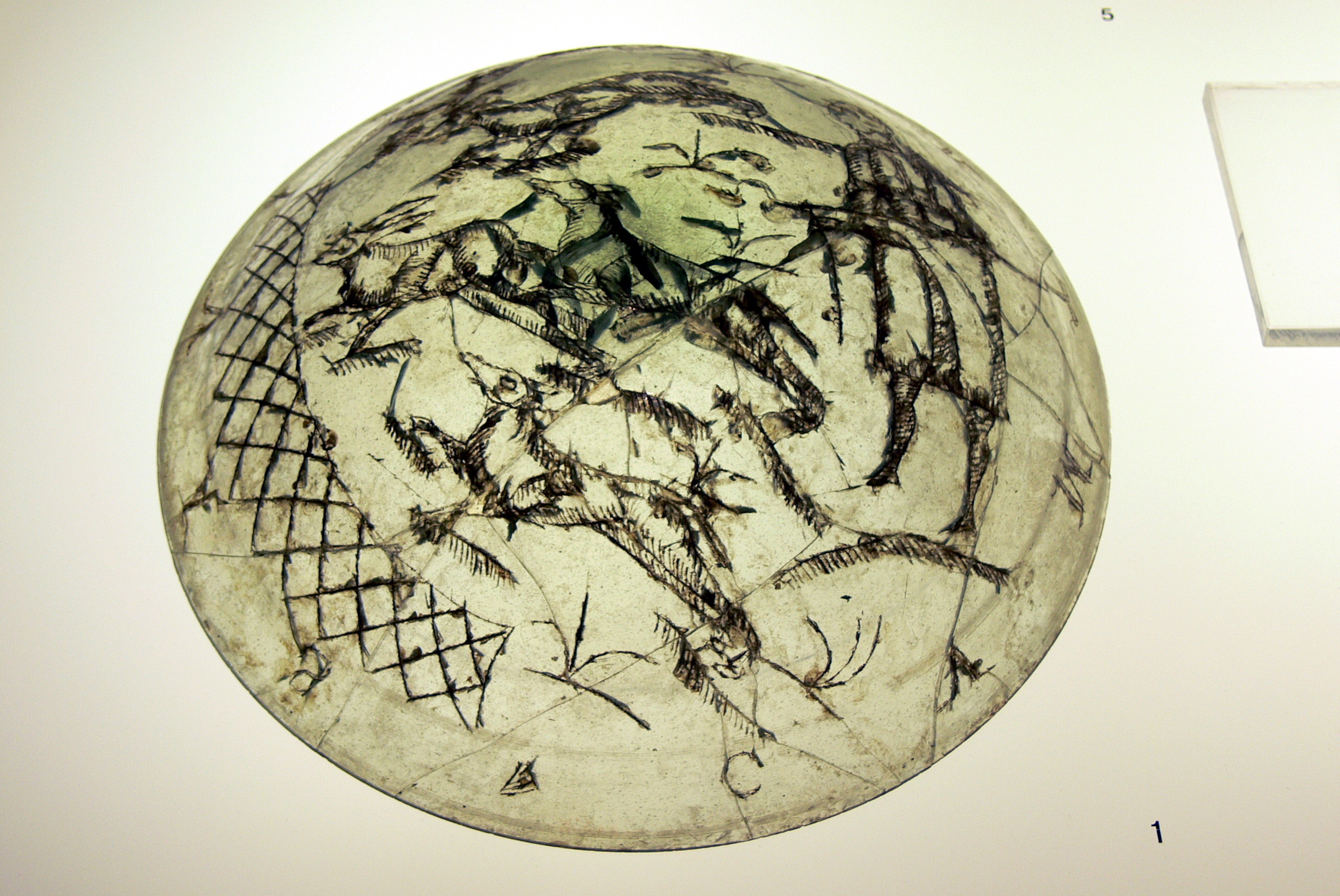
Hasenjagdschale aus Mayen. Der Trinkspruch vivas cum tuis (lebe mit den Deinen) ist von der Innenseite lesbar

Die Verzierungen der Gefäße wurden von außen mit einem harten Gegenstand, vielleicht einem Feuerstein, in das Glas eingerissen. Zu den Motiven gehören Jagddarstellungen, Szenen aus der antiken Mythologie und christliche Themen. Einige, aber nicht alle Gefäße sind zusätzlich mit Trinksprüchen versehen.

## Benutzung
Die eingeritzten Inschriften beweisen, dass die Schalen und Becher der Wint-Hill-Gruppe als Trinkgefäße dienten. Durch Fragmente aus Siedlungsfunden ist belegt, dass sie auch im täglichen Leben benutzt wurden. Die Mehrzahl der Funde kommt jedoch aus Gräbern, wo sie als Beigaben zusammen mit anderen Gefäßen der Speise- und Trankbeigaben deponiert wurden.